# 岩尾幸美
岩尾 幸美（いわお さちみ、1976年（昭和51年）2月20日 - ）は、日本出身の女子フィールドホッケー選手。

## 経歴・人物
大分県玖珠郡九重町出身。天理大学を卒業し、中学教員となる。夏季オリンピックに3回（2004年、2008年、2012年  ）出場した。イタリアのローマで開催された2006年の女子ホッケーワールドカップ予選で最優秀選手に選ばれた。 